# Cascadas del Zweribach
A las Cascadas del Zweribach (en alemán: Zweribachwasserfälle) cerca de Simonswald en la Selva Negra en Baden-Wurtemberg, Alemania, se llega sólo a pie.